# Rőt tölcsérgomba
A rőt tölcsérgomba (Aphroditeola olida) a csigagombafélék családjába tartozó, Európában és Észak-Amerikában honos, fenyvesekben élő, mérgező gombafaj. 

## Megjelenése
A rőt tölcsérgomba kalapja 2-5 (6) cm széles, fiatalon domború, de hamar benyomottá válik, majd kissé tölcséresedik. Felszíne finoman bársonyos. Széle hullámos, sokáig begöngyölt marad, kissé bordázott lehet. Színe barna, barnás-narancsos, lilás vagy rózsaszínes árnyalatú narancsbarna. 
Húsa vékony, puha, színe sárgás, fehéres, rózsaszínes vagy okkeres árnyalattal; sérülésre nem változik. Szaga édeskésen aromás, kiszáradva kellemetlen vegyszerszagú; íze nem jellegzetes. 
Sűrű lemezei lefutók, sok lemez villásan elágazik. Színük eleinte fehéres, krémszínű, húsrózsaszínes, később narancsszínű, narancsos-sárgás, vörösesbarnás.  
Tönkje húsos, lefelé vékonyodó. Színe fiatalon fehéres, később a kalap színével egyező, narancsbarna, narancsos-sárgás.
Spórapora fehér. Spórája 3,5-4,5 x 2,5-3 µm-es.

### Hasonló fajok
A narancsvörös álrókagombával, a sereges tölcsérgombával, esetleg a rókagombákkal lehet összetéveszteni. 

## Elterjedése és termőhelye
Európában és Észak-Amerikában honos.
Fenyvesekben él, inkább meszes talajon. Az avar szerves anyagait bontja. Nyártól késő őszig terem.
Enyhén mérgező, nagyobb mennyiségben fogyasztva emésztőszervi tüneteket okoz. 
A rőt tölcsérgombát korábban a tinórualkatúak rendjébe sorolták, 2013 óta áthelyezték az Agaricales rendbe, pontos családbeli besorolása még bizonytalan.    

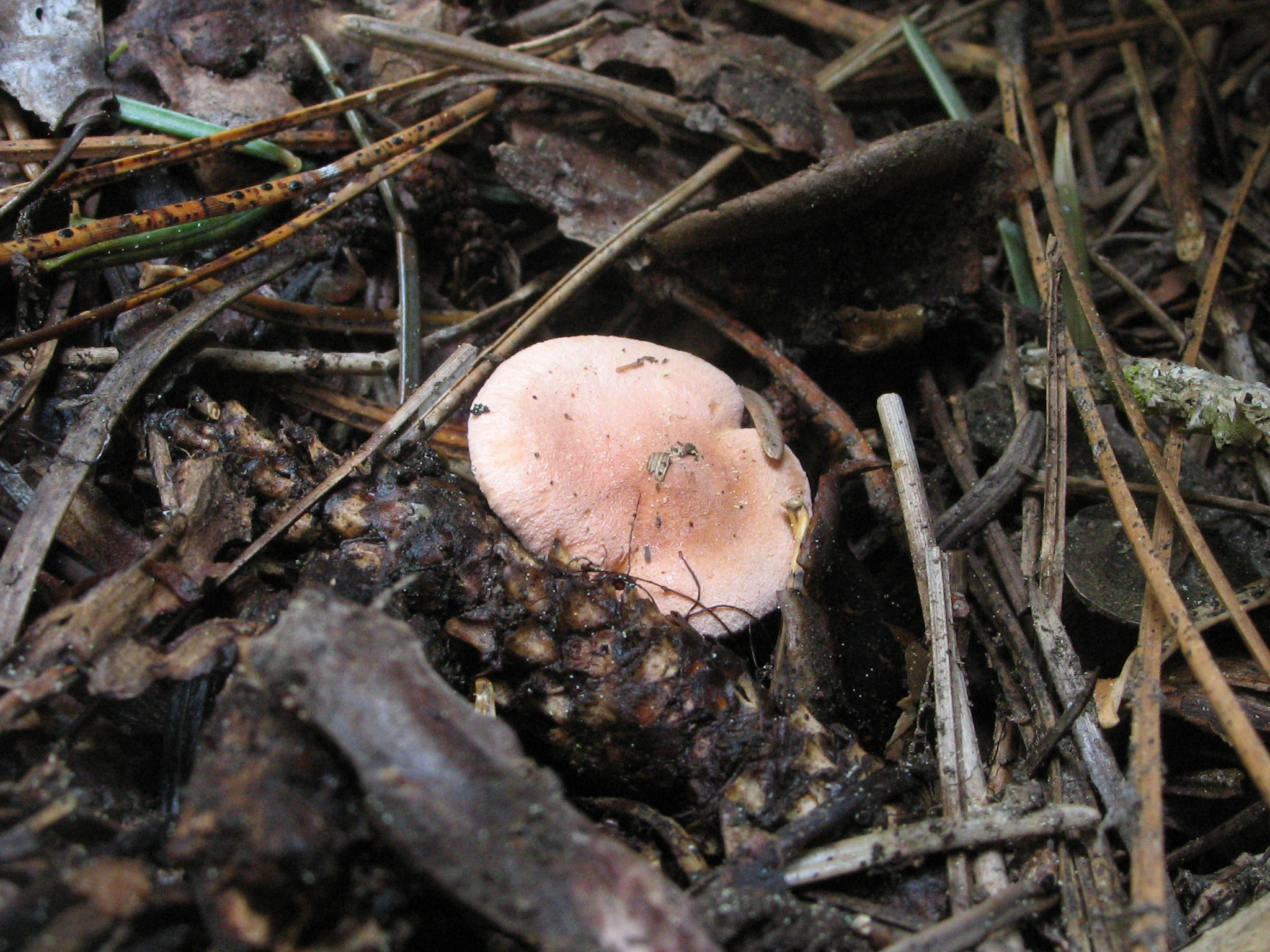
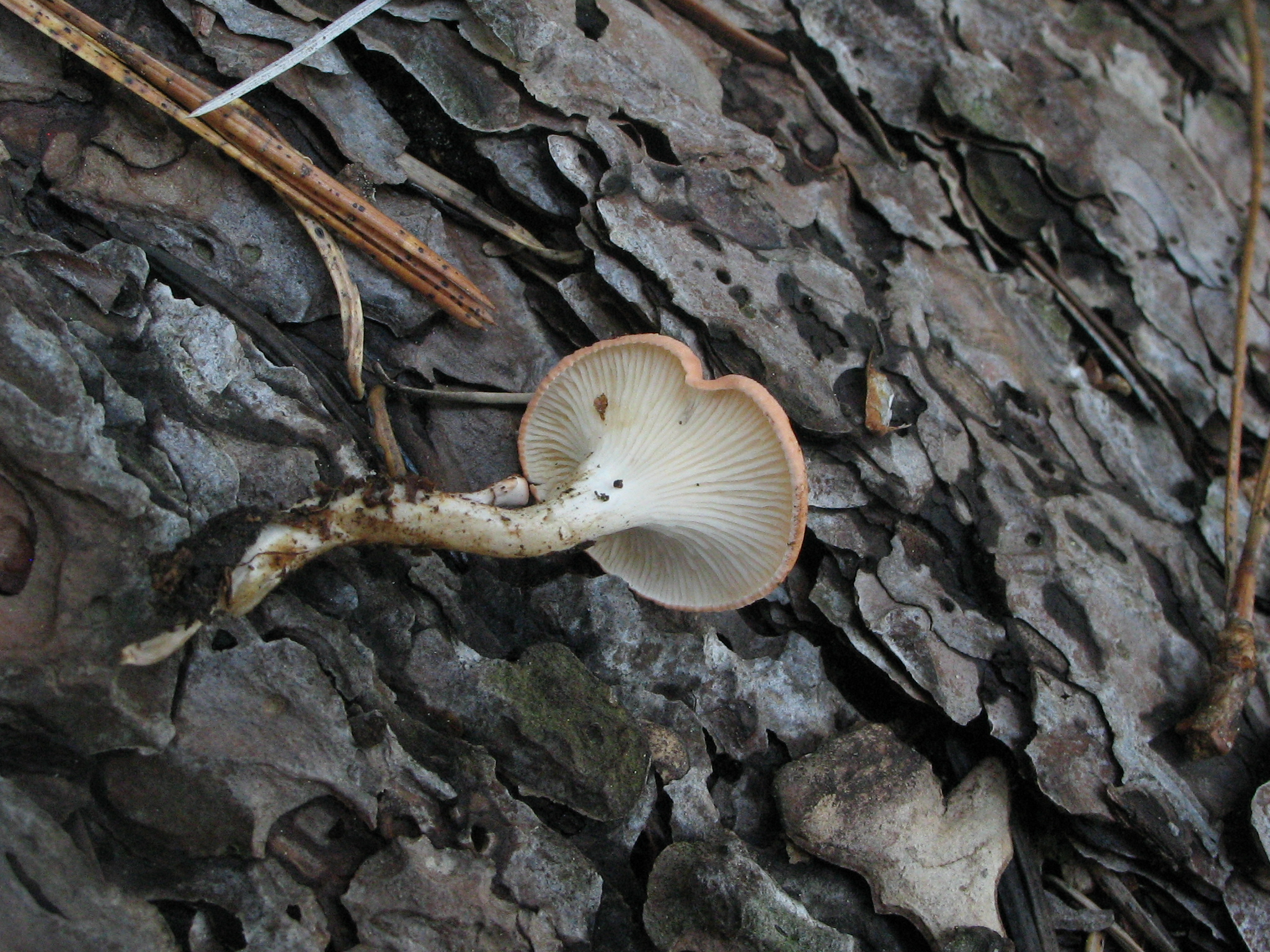